# Hemiclepsis marginata
Hemiclepsis marginata (лат.) — вид плоских пиявок (Glossiphoniidae). Типовой вид рода Hemiclepsis.

## Описание
Общая длина Hemiclepsis marginata составляет 10—15 (реже до 30) мм, ширина 2—7 мм. Тело листообразное, уплощённое в спинно-брюшном направлении, очень растяжимое. Края тела с мелкими зазубринами. Поверхность тела с 4 рядами небольших сосочков. Передняя часть тела (первые 10 колец) отделена от остального тела более узкой перетяжкой, образуя подобие «головки».
Консистенция тела средней плотности, меньшей, чем у типового вида семейства Glossiphonia complanata.
Окраска тела зеленовато-коричневая, с возрастом становится темнее и менее прозрачной, при фиксации может пропадать (цвет фиксированных образцов часто близок к белому). Посередине передней присоски расположено заметное пятно желтоватого цвета, сквозь которое проходят две тёмные поперечные полосы. Часто можно наблюдать идущие вдоль тела со спинной стороны ряды из жёлтых пятен. Чаще всего таких рядов 7 — медиальный, два парамедиальных, два парамаргинальных и два краевыех. Иногда некоторые ряды почти незаметны. Изредка встречаются особи вовсе без рядов жёлтых пятен, тогда на спине могут быть видны тёмные пигментные полосы, как правило, достаточно узкие. На задней присоске видны радиально расходящиеся жёлтые полосы. Брюшная сторона тела светлее спинной и не имеет рисунка. Прозрачность тела позволяет наблюдать пищеварительную систему без вскрытия.
Тело сегментированное, первые два сегмента (I и II) сливаются с головной лопастью и образованы тремя кольцами, сегменты III и XXVI состоят из двух колец, сегменты IV—XXIV — из трёх, XXV и XXVII — из одного кольца. Суммарно количество колец равно 69.
На переднем конце тела имеется две пары глаз, глаза передней пары меньше задних и более сближены.
Имеется мускулистый хобот. Пищевод с 4—5 парами небольших отростков. Желудок с 7 парами хорошо развитых ветвистых карманов (отростков). Карманы кишечника короткие.
Гермафродиты. Имеются семенной и яйцевой мешки. Мужское и женское половые отверстия (гонопоры) разделены 2 кольцами (мужская гонопора расположена между XI и XII сегментами, женская — на XII сегменте).
Размножение с мая по август. Количество яиц в коконе обычно превышает 50. После откладывания коконы прикрепляются к брюшной стороне тела; при прикосновении пиявка сворачивается таким образом, что защищает кокон. Защита коконов материнской особью продолжается 6—12 дней, вылупившиеся пиявки имеют длину около 2 мм.

## Образ жизни
Обитает в постоянных пресных, преимущественно стоячих водоёмах, реже в медленно текущих реках. Многие авторы говорят о том, что в этих водоёмах Hemiclepsis marginata как бы заполняет экологическую нишу более речной Piscicola geometra, имеющей сходный объект питания.
Эктопаразит. Питается кровью рыб, тритонов, головастиков бесхвостых амфибий.

## Распространение
Встречается в Палеарктике и Индо-Малайской области. В Европе встречается преимущественно в южных областях. В Африке найдена только в Киренаике. Известна в Средней Азии, Афганистане, Сибири. Многочисленна на Дальнем Востоке, в Китае, Японии и на Кашмире, в южной границе ареала доходит до Малайского архипелага. Существенно бо́льшая встречаемость вида в восточной части Палеарктики по сравнению с западной, предположительно, объясняется исходно восточным его происхождением.

## Таксономия
Предлагается выделение двух подвидов — европейского Hemiclepsis marginata ssp. marginata и азиатского Hemiclepsis marginata ssp. asiatica — на основании размера передней пары глаз и степени редукции колец в задних сегментах. Наиболее близким видом, обитающим также на территории Дальнего Востока России, является Hemiclepsis schrencki.